# Campioni italiani assoluti di atletica leggera - Staffetta 4×75 metri femminile
Questa pagina raccoglie un elenco di tutte le campionesse italiane dell'atletica leggera nella staffetta 4×75 metri, specialità che entrò nel programma dei campionati nella prima edizione del 1923 e vi rimase fino al 1934 (con l'eccezione delle edizioni del 1927 e del 1933).

## Albo d'oro
| Anno | Società (atlete)                                                                                       | Prestazione           |
| ---- | --- | --------------------- |
| 1923 | Società Ginnastica Pro Patria et Libertate Lina Banzi Giuseppina Ferrè Maria Piantanida Sidonia Radice | 40"8(m)               |
| 1924 | Gruppo Sportivo Forza e Coraggio Alice Bigatti Luigina Bonfanti Maria Bonfanti Rosetta Gariboldi       | 41"6(m)               |
| 1925 | Gruppo Sportivo Forza e Coraggio Alice Bigatti Maria Bonfanti Rosetta Gariboldi Bruna Pizzini          | 42"6(m)               |
| 1926 | Gruppo Sportivo Forza e Coraggio Alice Bigatti Maria Bonfanti Bruna Pizzini Amelia Schenone            | 42"4(m)               |
| 1927 | Gara non in programma                                                                                  | Gara non in programma |
| 1928 | Società Ginnastica Triestina Pina Cipriotto Ersilia Martini Derna Polazzo Tina Steiner                 | 41"4(m)               |
| 1929 | Società Ginnastica Triestina Maria Bravin Ersilia Martini Derna Polazzo Tina Steiner                   | 41"4(m)               |
| 1930 | Società Ginnastica Triestina Maria Bravin Maria Coselli Ada Novak Tina Steiner                         | 40"2(m)               |
| 1931 | Società Ginnastica Triestina Maria Bravin Nives De Grassi Ebe Fragiacomo Tina Steiner                  | 40"4(m)               |
| 1932 | Società Ginnastica Triestina Maria Bravin Maria Coselli Nives De Grassi Ada Novak                      | 40"8(m)               |
| 1933 | Gara non in programma                                                                                  | Gara non in programma |
| 1934 | Società Ginnastica Triestina Laura Cavallar Nives Donati Silvia Strukel Wanda Vida                     | 42"1(m)               |